# 保留舊中環天星碼頭事件

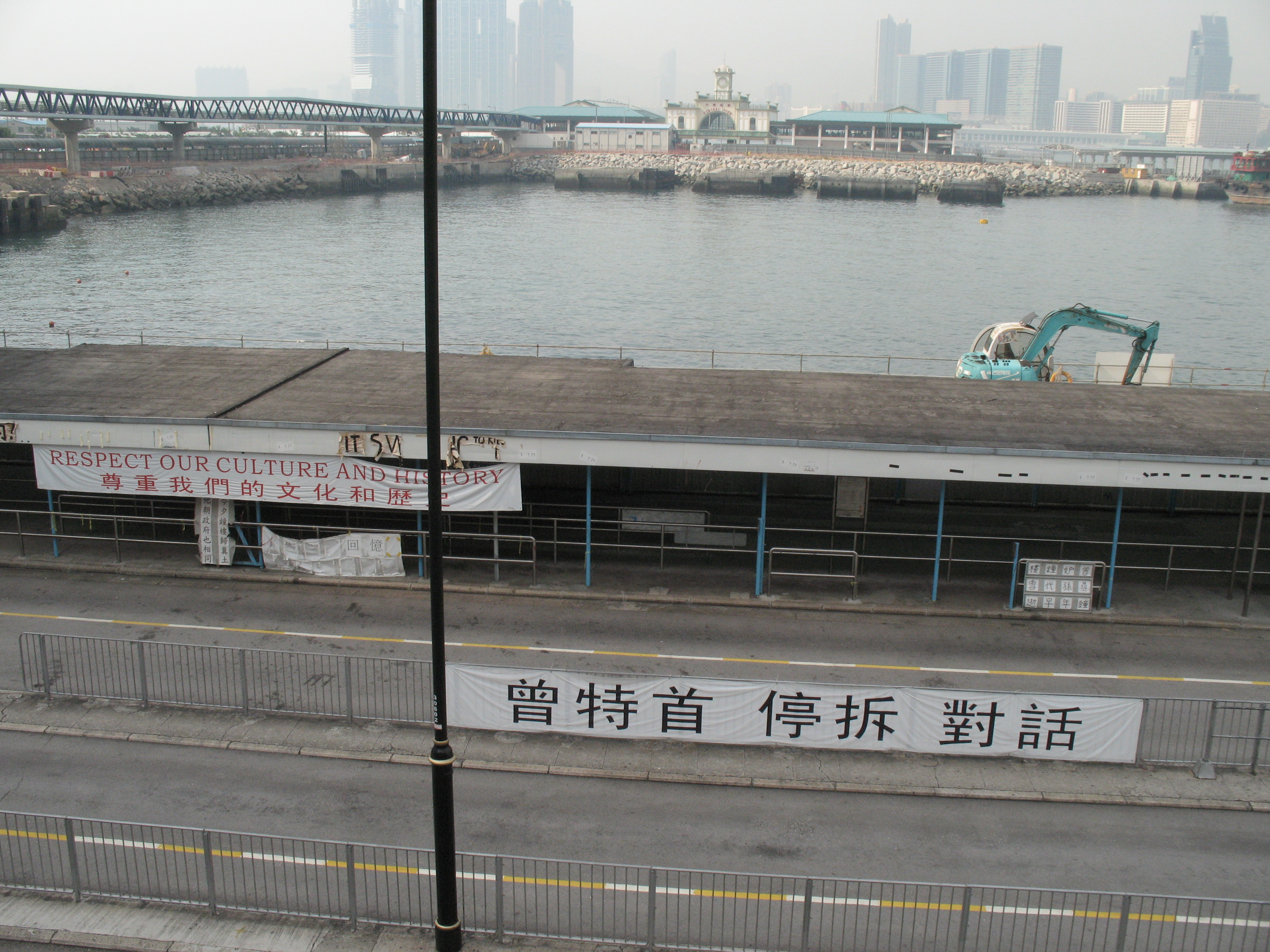
已拆卸的愛丁堡廣場碼頭
（攝於2007年5月17日）

2006年保留舊中環天星碼頭事件，源於香港政府開始進行中區填海第三期工程項目，把有48年歷史的舊中環天星碼頭（正式名稱為愛丁堡廣場渡輪碼頭）及中環天星碼頭鐘樓拆卸作道路和商廈用途，此舉引發香港部分民間團體和市民不滿，認為這摧毀了香港人的歷史文化和集體回憶。部分香港市民透過互聯網策劃靜坐和示威，阻止拆卸舊中環天星碼頭，事件後來演變成警民衝突，示威人士也幾度佔領舊中環天星碼頭。
這次事件提高了香港市民保育文物的意識，反省以往只顧經濟發展而忽略了文物保育的做法。

## 11月

### 靜坐

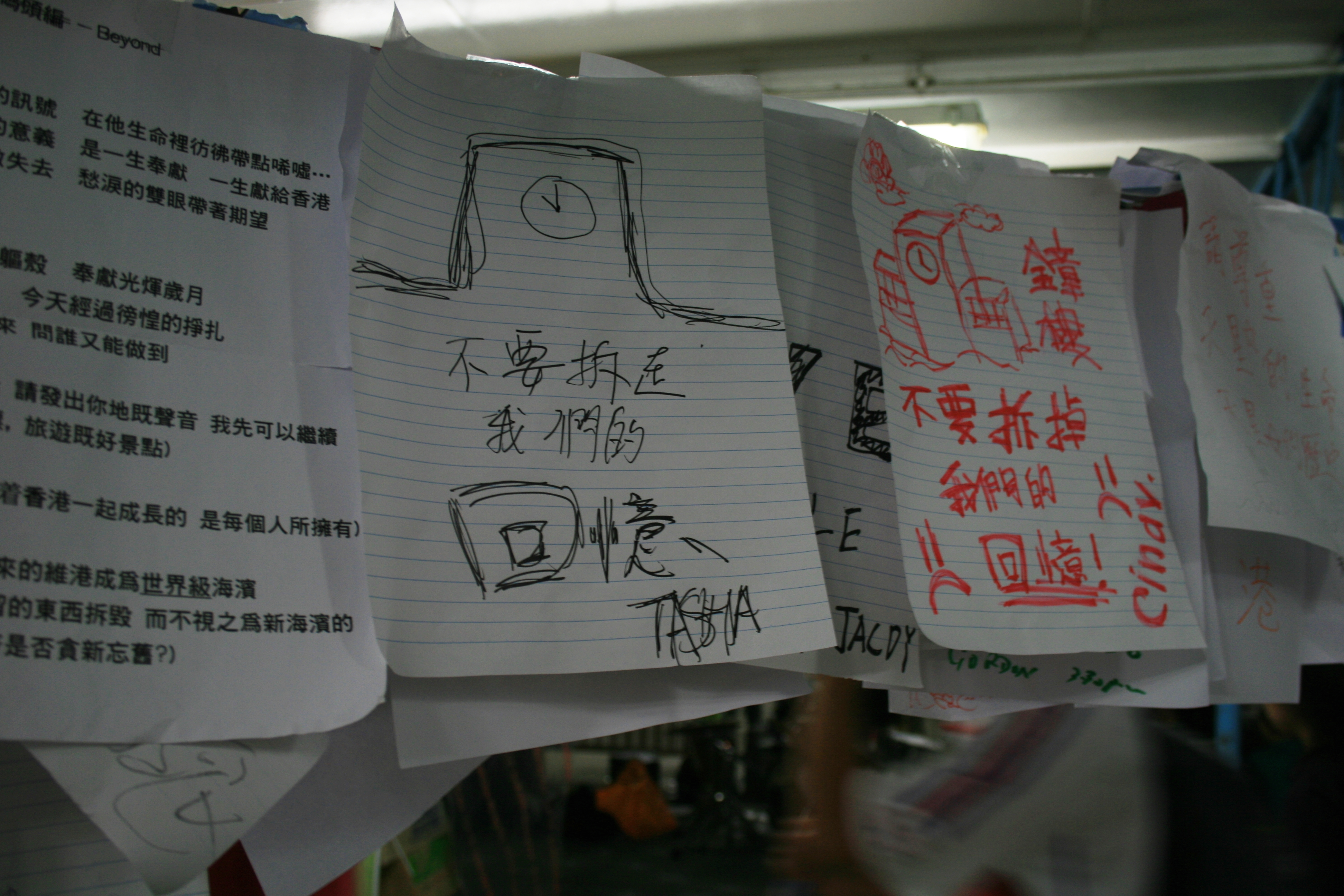
市民要求保留中環天星碼頭的標語
（攝於2006年11月11日）

2006年11月11日，舊中環天星碼頭開出最後一班航班。11月19日，一群自發組織的香港市民在舊中環天星碼頭進行靜坐，其間以投影機將「救我」等字句投射到鐘樓上，一部分靜坐人士走上鐘樓，打響鐘樓的報時鐘，警方到場後認為靜坐人士未對市民造成滋擾，所以沒拘捕任何人，而行動參與者則繼續在碼頭靜坐。
11月30日凌晨4時，5名示威者爬上人行道頂簷，潛入已圍封的鐘樓內示威，每隔15分鐘敲響報時鐘，利用擴音器大聲抗議。7時15分，工地護衛聽到鐘聲，發現示威者於鐘樓機房內敲響報時鐘，並且於舊中環天星碼頭外側掛上「拆天星是錯的」、「停手」、「市民參與重新規劃」等等的大型橫額，於是報警求助。警方到場後並沒有干涉示威者的行動，最後示威者自行離開工地，警方為示威者登記身分證後便勸喻眾人離開，事件中無人被捕，事件共歷一個多小時。
其中一名參與行動的示威者事後接受香港傳媒訪問時指出，香港政府只著眼經濟利益，而忽略文化及歷史文物的保育。並形容拆卸舊天星碼頭的鐘樓，將令香港失去一個國際地標，是為鹵莽及不成熟的決定，其損失將永遠無法補救。

## 12月

### 政府態度

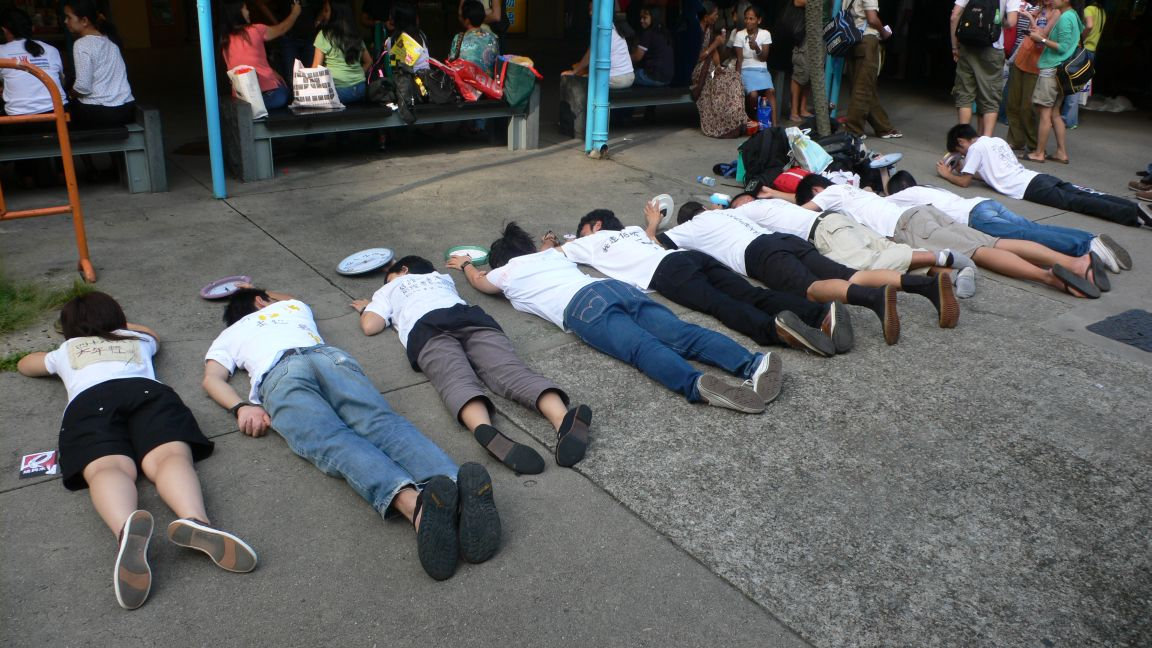
反對清拆舊中環天星碼頭的示威者

12月5日，多個民間團體到政府總部抗議，其中，長春社要求政府保留舊中環天星碼頭及皇后碼頭，但政府反駁指出舊中環天星碼頭只有48年歷史，不符合「已到或超過50年的法定歷史古蹟」的最底門檻，其文物價值不足以被考慮作原址保存。此外，民政事務局局長何志平於報章中撰文批評香港市民濫用「集體回憶」字眼，指出：「似乎任何東西，只要有人想保存下來，便會用上『集體回憶』這字。」並表示香港地價昂貴，要保留一處地方，應有一個更有力的理由。
其他政府部門例如古物古蹟辦事處，則只考慮公開展示舊中環天星碼頭有歷史價值的物件，並會拍攝舊中環天星碼頭的照片，而土木工程拓展署則會用新科技，將舊中環天星碼頭的資料以電子數碼方式紀錄。
對於香港政府不表保留舊中環天星碼頭的態度，香港市民越發不滿，矛頭直指房屋及規劃地政局局長孫明揚，指控他為發展中西區，而罔顧歷史建築，有香港市民到舊中環天星碼頭展示寫有「天星千古 孫明揚敬輓」，以諷刺孫明揚。也有多名學者提議香港政府改動道路軌道的角度，指這樣就可以避開舊中環天星碼頭及皇后碼頭。
到了12月12日，事件有突破性進展，傳媒發現一份古物古蹟辦事處委託文物顧問於2001年完成的報告，報告中指出，中環天星碼頭鐘樓經歷過天星小輪加價事件，也見證了香港的交通史，富有歷史意義，如果遭清拆搬遷，將會引起公眾反對，就算要搬遷，至少也要把整棟鐘樓移走保存。立法會議員、民間團體及學者大肆抨擊香港政府在中環填海計劃第3期環評報告中隱瞞上述這份研究報告，指這行為實為欺騙香港市民，而其他關注舊中環天星碼頭的人士表明會以文物顧問報告作理據，入稟法院申請禁制令，阻止香港政府拆除鐘樓。。

### 第一次佔領
部分香港市民得知拆卸消息，便到舊中環天星碼頭外抗議，掛上寫上「立即停手」的黑色橫額，企圖阻止工人進入碼頭拆卸。下午3時，舊中環天星碼頭正式拆卸，報時鐘首先被除下。示威者為阻止拆卸，撕開包圍鐘樓的帆布，搶入工地，期間和工程人員發生衝突，保安及工程人員強行將部分示威者抬離工地。而警方的談判專家也勸告示威者離開，但失敗而回。兩名立法會議員張超雄及郭家麒聽聞事件發生，也到場聲援及代為聯絡孫明揚，但兩人多次致電孫明揚，孫明揚仍未作任何回覆。立法會議員蔡素玉、陳竟明和梁國雄及十多名路過的市民也加入靜坐。下午5時左右，包括立法會議員梁國雄在內的示威人群再度佔領舊中環天星碼頭，要求跟房屋及規劃地政局局長孫明揚會面，大群警員嘗試阻止，也不成功，唯有組成人鏈，阻擋其他欲進入工地的示威者，混亂中，一名記者頭部被保安打傷送院。

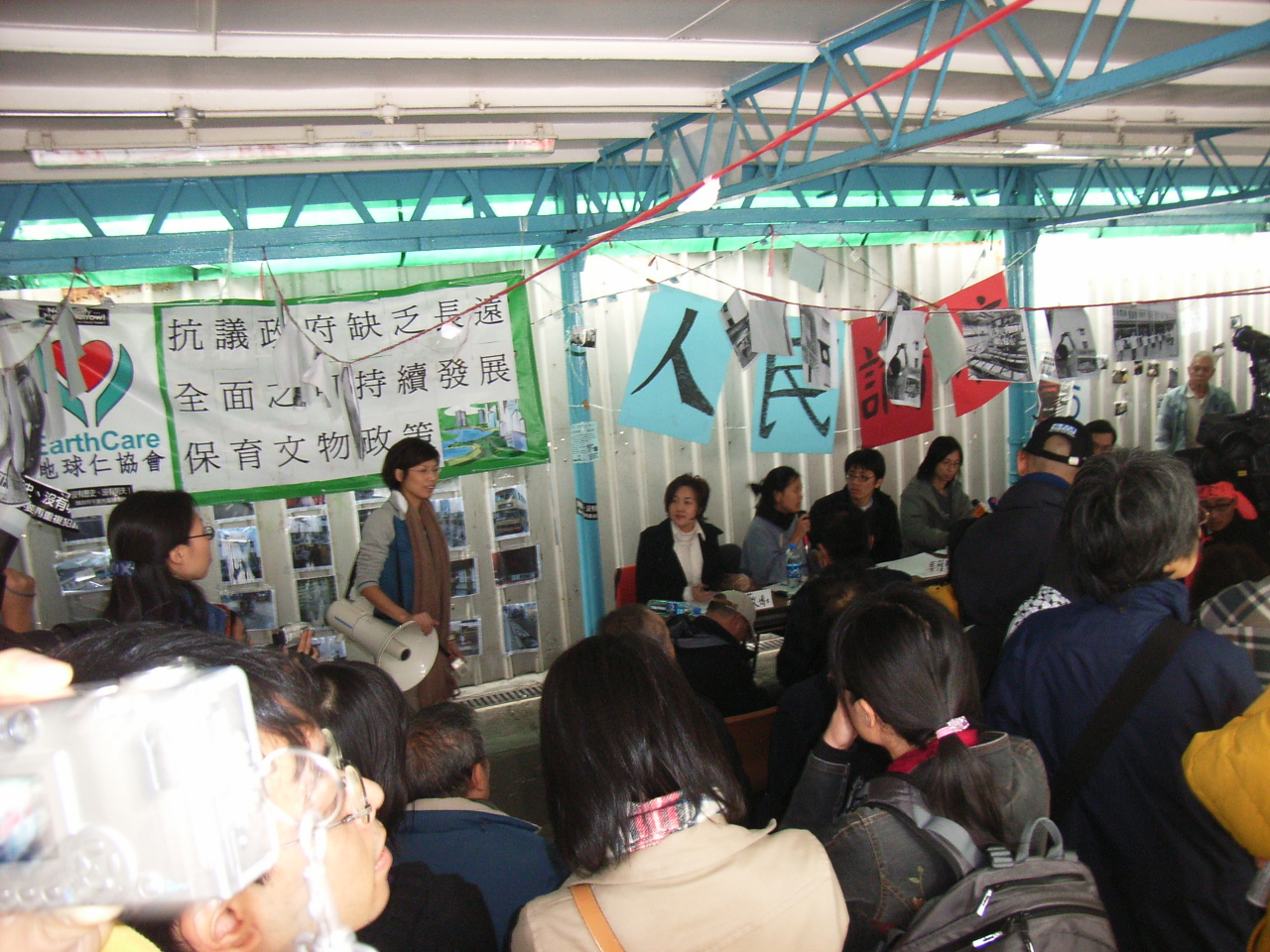
關於保留舊中環天星碼頭的硏討會

香港政府於傍晚發表聲明，表示古物諮詢委員會委員要求保留鐘樓及皇后碼頭有價值的組件，並考慮在中西區新海濱重建鐘樓及皇后碼頭。而香港政府表示並無隱瞞古物古蹟辦事處報告，指網頁上缺失的連結純粹為技術上的錯誤。是日，孫明揚向傳媒表示他已聽到市民關於保留鐘樓的意見，重申不會保留原址，但考慮將舊中環天星碼頭的建築特色融入新建的海濱長廊內。
對於孫明揚的言論，示威者表示不可接受，約有20名示威者到孫明揚跑馬地的住所外請願，要求保留鐘樓，但孫明揚的家人示意他本人不在家中，並對於示威者於網路上公開孫明揚家居的電話號碼引致連夜滋擾而表示憤怒。
12月13日上午11時，以泛民主派為主的一群立法會議員待孫明揚會見記者後，一字排開站在孫明揚背後，以人貼人的方式逼孫明揚往立法會參加會議。立法會議員張超雄於立法會會議上，以迫切性為由提出加入關於天星碼頭清拆問題的臨時議程，立法會主席范徐麗泰於休會近半小時後接納張超雄休會辯論建議。立法會議員們要求孫明揚暫停止拆除鐘樓，孫明揚答應在3時後回覆。
正當立法會進行討論期間，警方於下午3時左右展開清場行動，驅逐在舊中環天星碼頭通宵靜坐的示威者（包括梁國雄議員），把示威者抬離工地，有些示威者激烈反抗，也有部分示威者自行跟隨警員離開工地，但示威者折返工地，組成人鏈阻止警車前進，結果警員再次逐一抬離示威者，讓警車駛離現場，而聲援示威者的市民也越來越多，連同示威者敲打工地圍板。立法會議員郭家麒、楊森、張超雄、李柱銘、陳偉業風聞工地進行清場，逼得中途離開會議，趕到碼頭聲援。歷時2小時45分鐘的清場行動期間，一名年約60歲的女示威者不適送院，另有一名女示威者則被拘捕。
行政長官曾蔭權稍後回應事件，指政府用了5年時間諮詢各界意見，包括立法會、區議會及古蹟古物諮詢委員會等，早已取得拆除天星碼頭的共識。他又呼籲香港市民應持平對待事件，及尊重法紀。但香港五大政黨，民主黨、公民黨、民建聯、自由黨及工聯會卻罕見地一致要求政府暫緩拆除舊中環天星碼頭。

### 第二次佔領
12月14日早上7時，清拆工程繼續進行，警方加強保安，而反對拆除舊中環天星碼頭人士於晚上7時舉行燭光晚會，要求孫明揚跟市民對話。大約9時25分，有示威者試圖攻入工地，50多名警員馬上築起人牆阻止，但仍有部分示威者成功攻入，示威者再度佔領舊中環天星碼頭，約有50名支持者聲援示威者。警方馬上把場內場外兩群示威者隔開，抄錄場外示威者的身份證號碼，部分示威者拒絕合作，張超雄和郭家麒到場斡旋，指責警方做法只會令情況惡化。
12月15日凌晨3時，警方進行清場，帶走共13名男女示威者，其他示威者為阻止警車開走，於是走出干諾道中，坐在馬路，甚至躺在警車車底，但警車最終仍能成功開走。被捕示威者被扣留於北角警署，大約有30人在警署外聲援被捕示威者。清場行動中，有1名示威者及至少3名警員送院。。最後警方准許示威者各以300元保釋外出，而示威者堅持晚上7時會繼續在舊中環天星碼頭舉行集會，直至政府停止拆除。
稍後時間，何志平向傳媒表示，已經聆聽到市民聲音，會研究保留中環天星碼頭鐘樓部分文物。但其他官員如環境運輸及工務局常任秘書長麥齊光則表不保留態度，認為保留鐘樓方案不切實際，但政府會去考慮這些建議。

### 鐘樓拆卸

拆卸中的中環天星碼頭鐘樓

12月16日凌晨，大約10多名反對清拆舊中環天星碼頭的市民在碼頭對開集會，並且絕食49小時（鐘樓的年齡是49年），要求立即停止拆除工程，警方派出約20名警員戒備。政府眼見愈來愈多社運活躍分子加入，也害怕對峙持續，會對政府民望構成打擊，為免節外生枝，批准連夜拆除剛好步入49歲的鐘樓。此舉令在場的示威者十分不滿，示威者試圖圍攻工地人員。在場的環保專家溫石麟質疑，環保署慣例上只批准日間進行工程，唯有於極特殊情況下才即日批准夜間進行工程，而且也不張貼施工證明書，實為違法。
早上8時左右，當大部分傳媒已離開鐘樓現場時，政府決定迅即拆除鐘樓。拆鐘的畫面被亞洲電視等電視台拍下，當日不斷在電視上重播。從畫面所見，工人清晨時利用吊臂將鐘樓頂部吊起，迅即拆走鐘樓，移送到停泊在碼頭旁的躉船上，絕食中的示威者並沒有激烈反應。，11時左右，整座鐘樓完全被拆走。學術界團體可持續發展公民議會主席，本身為工程師的黎廣德表示，拆除行動是政治決定，保留鐘樓技術上是可行的；古物諮詢委員會的委員劉秀成也認為，香港的城市規劃忽略古物的重要性。不過康樂及文化事務署回應指出舊中環天星碼頭未被評級，非法定古蹟，不足以保留；香港建造商會則在報章中發表聲明，支持政府的作法。
環保團體自鐘樓清拆後，聯絡有關政府部門房屋及規劃地政局、環保署及土木工程拓展署的首長，要求認領鐘樓殘骸。但房屋及規劃地政局不願交代鐘樓殘骸被運往哪處，只表示天星鐘樓會按一般拆卸建築廢料方式處理，暗示天星鐘樓殘骸或已運往垃圾堆填區。12月18日，大約200名反對清拆鐘樓人士遊行到中環香港禮賓府，要求與曾蔭權見面。但遊行隊伍抵達下亞厘畢道後，警方只容許20名以下的示威者到禮賓府。示威者不滿，又再與警員發生推撞，企圖突破警方封鎖線，並堅持坐在上亞厘畢道路面。警方3次警告無效，至晚上10時清場，設置鐵馬，逐一將示威者抬至路邊示威區，其後重開路面，一名示威者受傷送院；但直至晚上11時30分，仍有10多人在現場靜坐。
同時，立法會規劃地政及工程事務委員舉行會議，討論拆除舊中環天星碼頭問題，會議中多名立法會議員追問鐘樓殘骸去向，認為最低限度應保留構件作日後展覽或收藏用途，但政府指明想法不切實際，並且說明鐘樓殘骸已被砸碎，不要對重整鐘樓存有任何遐想。此外，香港保護鐘樓團體「思網絡」聯絡倫敦大笨鐘的製造商「Thwaites and Reed」檢視中環天星碼頭鐘樓的機械鐘機件，因為大笨鐘和中環天星碼頭鐘樓出自同一製作者之手，其專家也會出席立法會會議提供維修方案和專業意見。
英國機械鐘專家檢查鐘樓機件後表示，雖然此機種不再生產，也有部分零件遺失，但99.9％組件狀況良好，遺失零件可以再造，重新組裝，安裝在重建的鐘樓繼續運作。大部分機件包括計時器、報鬧系統及齒輪皆保存良好，可以運作多200-300年。
事件過後，市民焦點集中在與舊中環天星碼頭同屬一個建築群的皇后碼頭。多個團體於12月24日平安夜晚上8時在愛丁堡廣場發起「盼望天星的聖誕」燭光集會，要求政府復修愛丁堡廣場碼頭，並爭取保留即將拆卸的皇后碼頭，是次集會有大約200人出席。。

## 後續影響

### 保育政策
這次事件提高了香港人保育文物的意識，也讓香港人反省以往只顧經濟發展而忽略了文物保育，把本土文化及集體記憶一手摧毀的一貫做法。立法會議員及示威者認同評論指示威已經太遲，但「有做好過無到」（粵語，意思是「做了總比沒做好」）。而政黨和民間組織則務求在政府落實拆除前保育具歷史價值的建築物，例如皇后碼頭、域多利監獄F倉、油麻地警署和灣仔街市等等，以防政府製造既定清拆事實。立法會也因政府拒絕承諾保留油麻地警署，否決中九龍幹線前期顧問研究撥款，令中九龍幹線工程無限期擱置。
而民政事務局也檢討保護文物建築政策，研究把「集體回憶」、「社會價值」加入成為文物評級之一，並重新去審視1500間具有以上兩種因素的歷史建築。
保留鐘樓的風潮也蔓延到尖沙咀鐘樓，九廣鐵路考慮把1950年因報時不準而遭拆卸，後被存放在九廣鐵路公司大樓內的鐘樓大鐘，重新安裝回尖沙咀鐘樓。2010年9月，兩鐵合併後由港鐵把銅鐘送回鐘樓。

### 政府未履行承諾自毀公信力
時任發展局局長林鄭月娥在2007年與保育人士公開對話時，林鄭曾經承諾政府會重建皇后碼頭及原天星碼頭的鐘樓，並以此說服保育人士及示威者離開，令清拆工作可以展開，但在中環灣仔繞道於2019年1月通車時政府仍未有履行重建碼頭的承諾，而林鄭在2017年已當上香港特首，至2019年6月因林鄭強行修訂極具爭議的逃犯條例觸發反送中運動，林鄭拒絕讓步但提出舉行對話會，惟林鄭月娥已有多次未履行政府對市民的承諾，包括皇后碼頭及原天星碼頭鐘樓一直未有重建計劃，碼頭的散件在十餘年後仍塵封在大嶼山狗虱灣的一個政府爆炸品倉庫內，社會人士均認為林鄭政府只是將對話作為瓦解社運的公關手段，批評政府是一邊假裝對話，一邊加強警暴鎮壓，並且提醒市民不要再中計。

## 民間創作

### 歌曲
在2007年春夏之交，一首改編香港特別行政區成立十周年紀念主題曲《始終有你》的惡搞曲《福佳始終有你》也以天星碼頭清拆事件來諷刺六七暴動策劃人楊光受勳。

### 音樂創作
香港著名作曲家羅永暉應香港中樂團委約，為被拆卸的中環天星碼頭及皇后碼頭，特別創作一首中樂作品「星河潑墨」，於2008年5月10日於香港中樂團音樂會上聯同他策劃的「無極彈撥樂團」一同首演，由藝術總監閰惠昌指揮。

### 扮演
在2006年秋天，出現了模仿中環天星碼頭鐘樓外型的全身服裝，俗稱「人肉鐘樓」。
在2007年夏天，出現了以中環天星碼頭和保留舊中環天星碼頭事件為基礎的擬人化角色扮演、和以皇后碼頭和保留皇后碼頭事件為基礎的擬人化角色扮演（合稱「碼頭精靈」）。

### 文娛用品
而在民間也出現了很多其他引用中環天星碼頭（尤其是鐘樓部份）的二次創作，例如有廠商推出了仿中華牌鉛筆包裝的筷子，把龍柱改成了鐘樓，名為「中環牌筷子」；2007年香港年宵花市也有攤檔售賣模仿中環天星碼頭鐘樓外型的吹氣座擺。

## 外部連結
- 保護天星運動到人民自主–活動紀錄和資料（页面存档备份，存于）